# Mai 1882

## Événements
- Le général Ignacio de Veintemilla se proclame dictateur de l’Équateur. Privé de tout appui politique, il doit faire face à la fois au gouverneur libéral de Guayaquil et au gouverneur conservateur de Manabi. Il est renversé en 1883 : conservateurs et libéraux vont cohabiter sans heurts jusqu’en 1894.
- Le gouvernement ottoman met fin à l’émigration en Palestine. Les Juifs entrent illégalement dans le pays.

- 6 mai : attentat de Phoenix Park, à Dublin, contre des responsables britanniques. Assassinat du représentant du pouvoir britannique lord Frederick Cavendish par des membres de la Fraternité républicaine. Le leader modéré Parnell condamne vigoureusement l’attentat tout en attaquant la politique répressive du gouvernement britannique.

- 8 mai, Canada : création par décret des districts provisoires d’Assiniboia, de Saskatchewan, d’Alberta et d’Athabaska, qui deviendront la Saskatchewan et l’Alberta en 1905.

- 12 mai, France : création de la Ligue des patriotes par Paul Déroulède, qui se donne pour objectif d’insuffler à l’opinion un esprit de revanche et une haine de l’Allemand.

- 20 mai : Triplice ou Triple-Alliance entre l'Allemagne, l'Autriche et l'Italie. La rivalité franco-italienne en Tunisie et le différend de la question romaine poussent le roi d'Italie à adhérer au système défensif qui lie l’Allemagne et l’Autriche depuis 1879. En cas d’agression française non provoquée, l’Italie recevra le soutien de ses alliés. L’isolement de la France sur le continent européen est totale.

- 22 mai : traité entre la Corée et les États-Unis favorisé par la Chine pour neutraliser le Japon. La Corée s’efforce de moderniser et de réformer le pays, mais ces efforts sont entravés par l’influence des puissances étrangères avec lesquelles elle signe des traités commerciaux.

- 22 et 23 mai : la ligne ferroviaire du Gothard est inaugurée. Les travaux ont duré dix ans et fait 177 victimes.

- 25 mai, Canada : John Sparrow David Thompson devient premier ministre de la Nouvelle-Écosse.

## Naissances
- 8 mai : Fred Money, peintre et illustrateur français († 24 décembre 1956).
- 13 mai : Georges Braque, peintre français.
- 18 mai : Alexandre Julienne, militant syndical et politique français († 22 août 1964).
- 24 mai : Alexandre Chevtchenko, peintre et sculpteur russe († 28 août 1948).
- 31 mai : Sándor Festetics, noble et homme politique hongrois († 12 septembre 1956)

## Décès
- 3 mai : Charles-Auguste-Romain Lobbedez, peintre français (° 10 juin 1825).
- 17 mai : François Chabas, égyptologue français (° 2 janvier 1817).